# Chiesa di San Lorenzo Martire (Lazzate)
La chiesa di San Lorenzo Martire, o anche solo chiesa di San Lorenzo, è la parrocchiale di Lazzate, in provincia di Monza e Brianza e arcidiocesi di Milano; fa parte della decanato di Saronno.

## Storia
La prima citazione di un luogo di culto a Lazzate risale al XIII secolo ed è da ricercare nel Liber Notitiae Sanctorum Mediolani, redatto da Goffredo da Bussero; la parrocchia fu invece eretta antecedentemente al Cinquecento.
Nel 1753 iniziarono i lavori di costruzione della nuova chiesa, la quale venne poi portata a compimento nel 1758; dalla Nota delle parrocchie dello Stato di Milano, stilata nel 1781, si apprende che all'epoca i fedeli lazzatesi ammontavano a 578.
Tra il 1971 e il 1972, in base a quanto stabilito dalla riorganizzazione territoriale dell'arcidiocesi voluta dal cardinale Giovanni Colombo, la parrocchia confluì nel decanato di Saronno, nato dalla trasformazione del precedente vicariato omonimo, a cui la chiesa apparteneva dal 1914.
In ossequio alle norme postconciliari, tra il 1988 e il 1989 si provvide ad aggiungere, nel presbiterio, il nuovo altare rivolto verso l'assemblea e l'ambone.
Nel 2007 la chiesa venne restaurata e in quell'occasione si procedette al rifacimento del pavimento e all'installazione dell'impianto di riscaldamento, mentre due anni dopo fu condotto un nuovo restauro che interessò le cappelle.

## Descrizione

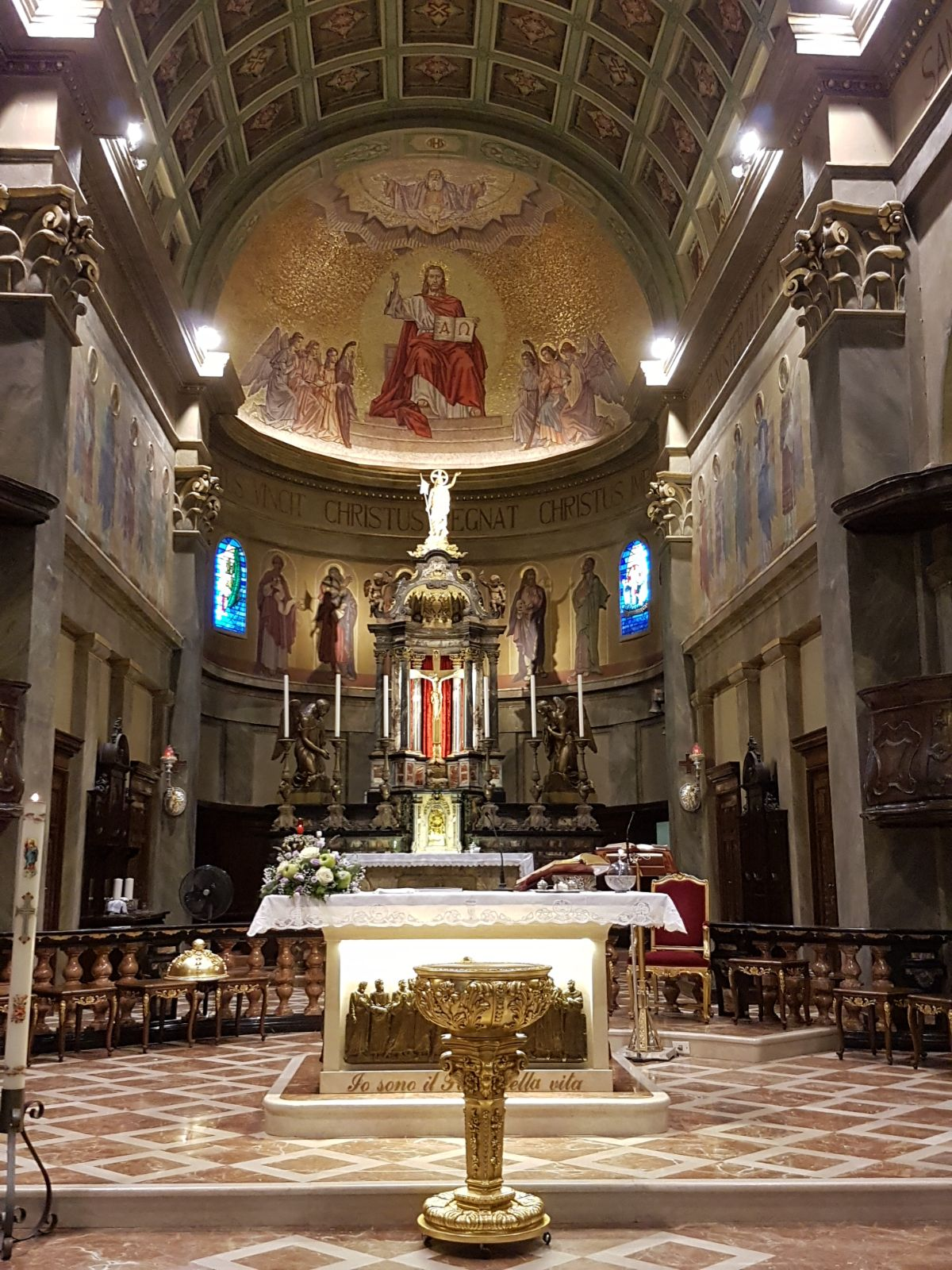
L'interno

### Esterno
La facciata a salienti della chiesa, rivolta a occidente, si compone di tre corpi: quello centrale, più avanzato, è suddiviso da una cornice marcapiano in due registri e presenta in quello inferiore il portale maggiore e in quello superiore, coronato dal timpano mistilineo, degli altorilievi, mentre le due ali laterali sono caratterizzate dagli ingressi secondari e da altri rilievi.
Accanto alla parrocchiale si erge su un basamento a scarpa il campanile a pianta quadrata, suddiviso da cornici in più registri; la cella presenta su ogni lato una serliana ed è coronata dalla guglia.

### Interno
L'interno dell'edificio si compone di un ambiente anteriore a pianta ottagonale e poi di tre navate, separate da pilastri e colonne sorreggenti degli archi a tutto sesto, sopra i quali corre la trabeazione modanata e aggettante su cui si impostano gli archi che suddividono in campate il soffitto a cassettoni; al termine dell'aula si sviluppa il presbiterio, rialzato di alcuni gradini, ospitante l'altare maggiore e chiuso dall'abside di forma semicircolare.